# Puente de Can Vernet
El puente de Can Vernet es un acueducto gótico en San Cugat del Vallés (España) construido en el siglo XIV con piedra de Campanyà para llevar agua desde la mina de los Monjes, en Can Vullpalleres, al monasterio de San Cugat y la parte baja de la villa.
El puente fue declarado monumento histórico-artístico, de interés local, en 1979,
por lo que es bien de interés cultural, con categoría de monumento.
El puente que cruza el torrente de Can Cornellera está formado por tres  arcos de medio punto y llevaba el agua en un canal tapado con losas hasta una cisterna en el palacio abacial.
Con la desamortización del monasterio en el año 1835 pasó a ser propiedad municipal.
En 1998 el puente fue restaurado y rehabilitado como pasarela peatonal entre la calle de la Mina y la avenida Vullpalleres. Los restos del último tramo de la canalización del acueducto se encontraron en la plaza de Octaviano en unas excavaciones arqueológicas realizadas en el año 2001.